# Mutación con cambio de sentido

Una selección de mutaciones notables, organizadas en una tabla de código genético estándar. Las mutaciones con cambio de sentido están marcadas por flechas verdes.

Mutaciones puntuales i sus diferentes tipos

En genética, una mutación con cambio de sentido, de sentido erróneo o contrasentido (del inglés missense mutation), es un tipo de mutación puntual no sinónima en la cual se produce un cambio en un único nucleótido, provocando la aparición de un codón que codifica para un aminoácido diferente (mientras que las mutaciones que causan el cambio de un aminoácido por un codón de terminación son consideradas mutaciones sinsentido, en vez de mutaciones contrasentido). Esto puede provocar un producto proteico incapaz de cumplir su función. Mutaciones de este tipo son responsables por ejemplo de enfermedades tales como la anemia de células falciformes, la epidermólisis bullosa o la esclerosis lateral amiotrófica mediada por SOD1 (Boillée,  2006, p. 39).

## Un ejemplo simple
Por ejemplo, en la variante más común de anemia de células falciformes, se produce el reemplazo de un único nucleótido ubicado en la posición número 20 del gen de la cadena beta de la hemoglobina. El cambio reemplaza una adenina por una timina:
```
      ADN: 5' - ... CTG ACT CCT 
GAG
 GAG AAG TCT ... - 3'
           3' - ... GAC TGA GGA 
CTC
 CTC TTC AGA ... - 5'
     ARNm: 5' - ... CUG ACU CCU 
GAG
 GAG AAG UCU ... - 3'

Hb normal
:      ... 
Leu
 
Thr
 
Pro
 
Glu
 
Glu
 
Lys
 
Ser
...
```

Lo que conduce a que en el ARNm transcrito el séptimo codón (GAG) que codifica para ácido glutámico sea reemplazado por el codón GUG que codifica para valina.
```
      ADN: 5' - ... CTG ACT CCT 
G
T
G
 GAG AAG TCT ... - 3'
           3' - ... GAC TGA GGA 
C
A
C
 CTC TTC AGA ... - 5'
     ARNm: 5' - ... CUG ACU CCU 
G
U
G
 GAG AAG UCU ... - 3'
      
HbS
:      ... 
Leu
 
Thr
 
Pro
 
Val
 
Glu
 
Lys
 
Ser
...
```

Luego de que el aminoácido iniciador es retirado de la cadena polipeptídica traducida, en la sexta posición queda ubicada una valina, un aminoácido hidrofóbico, en lugar de ácido glutámico que es altamente hidrofílico, lo que provoca que las propiedades de la hemoglobina se alteren en forma notable, sobre todo en cuanto a su solubilidad a presiones bajas de oxígeno, conduciendo a la precipitación de la misma y al desarrollo de la anemia de células falciformes.

## Mutaciones con cambio de sentido silentes
No todas las mutaciones con cambio de sentido producen cambios apreciables en los productos proteicos. En muchos casos un aminoácido puede ser reemplazado por otro de características químicas similares, con lo que la proteína obtenida aún podría funcionar con normalidad. Este tipo de mutaciones con cambio de sentido son llamadas "silentes", "silenciosas", "mudas" o "conservativas". Otra alternativa es que la sustitución por un aminoácido que no sea químicamente similar pueda ocurrir en una región de la proteína que no afecte de manera significativa su estructura secundaria o función. En los casos en los cuales un mismo aminoácido puede ser codificado por dos o más codones, muchas veces la mutación en el codón no provoca un cambio en el aminoácido colocado durante la traducción, produciendo al final una proteína con la misma secuencia que la normal. Este tipo de mutaciones no son consideradas mutaciones con sentido erróneo, y se encuadran dentro de las mutaciones sinónimas.